# Hans Rothmann
Hans Rothmann (ur. 5 sierpnia 1899 w Berlinie, zm. 28 lutego 1970 w San Francisco) – niemiecko-amerykański lekarz, syn Maxa Rothmanna.
Urodził się 5 sierpnia 1899 w Berlinie jako syn profesora neurologii Maxa Rothmanna i Anny z domu Neumann. Uczył się w szkołach w Berlinie i w Rostocku. W 1917 zdał egzaminy i rozpoczął studia medyczne na Uniwersytecie w Rostocku. Powołany do wojska, służył jako sanitariusz w lazarecie. W 1919 podjął na nowo studia: kontynuował je na uniwersytetach w Münster, Rostocku i Berlinie. Przez kilka miesięcy przebywał w holenderskim Ośrodku Badań Mózgu w Amsterdamie. Tytuł doktora medycyny otrzymał w 1924 w Berlinie. Następnie pracował w II Klinice Charité, najpierw jako Volontärarzt. potem jako Assistantarzt. Od 1927 jako Privatassistent u Theodora Brugscha w Halle. Później jako Stationsarzt w Medizinischen Universitätsklinik Halle, w 1930 habilitował się z medycyny wewnętrznej. W 1933 stracił posadę w Halle, i wrócił do Berlina. Emigrował do Stanów Zjednoczonych, od 1942 miał prawo wykonywania zawodu w Kalifornii. Należał do San Francisco Medical Society.
Jego żoną była Frances Bransten Rothmann.

## Wybrane prace
- Zusammenfassender bericht uber den Rothmannschen grosshirnlosen Hund nach Klinischer und anatomischer Untersuchungen (1923)
- Völliger Ausfall der Substantia nigra nach Exstirpation von Großhirn und Striatum (1925)
- Diagnostik und Therapie der hypophysären Magersucht (1935)